# Ейнар Науманн
Ейнар Науманн (швед. Einar Christian Leonard Naumann; 13 серпня 1891, приход Гербю, лен Мальмегус — 22 вересня 1934) — шведський ботанік та лімнолог, професор лімнології Лундського університету (Швеція).

## Наукова діяльність
З 1909 по 1915 рік Ейнар Науманн навчався в Лундському університеті. 1917 року здобув науковий ступінь доктора філософії і почав читати лекції в університеті Лунда.
З 1913 року Ейнар Науманн працював впродовж літа на рибальській станції в Анебоді (Смоланд, Південна Швеція), де згодом заснував польову лабораторію від Лундського лімнологічного інституту. Зараз ця станція носить ім'я Ейнара Науманна.
У 1919 році отримав звання професора лімнології Лундського університету.
У 1921 році до Науманна приїхав німецький лімнолог Август Тінеманн (1882—1960), і Науманн запропонував своєму колезі створити міжнародне об'єднання лімнологів. Наступного 1922 року, 3 серпня, на зустрічі в аудиторії Зоологічного інституту Кільського університету (Німеччина) Науманн і Тінеманн заснували Міжнародне лімнологічне товариство (лат. Societas Internationalis Limnologiae).
1929 року Науманн очолив Лундський університет.
Ейнар Науманн зробив значний внесок в озерну типологію. Він увів в обіг терміни оліготрофні, евтрофні, дистрофні озера, які використовуються в сучасній лімнологічній класифікації.